# 上海交通大学医学院附属上海儿童医学中心
上海交通大学医学院附属上海儿童医学中心，简称上海儿童医学中心或儿中心，又称上海红十字儿童医学中心，是位于中国上海市的一所三级甲等儿童专科医院，是上海市人民政府与美国世界健康基金会合作建设的公立医院，上海交通大学医学院的直属附属医院。2017年1月，该院与复旦大学附属儿科医院共同组成了国家儿童医学中心（上海）。医院设立两个院区，为上海市浦东新区东方路1678号（陆家嘴院区）及上海市浦东新区天牛路161号（张江院区）。
2020年12月31日，国家儿童医学中心张江院区破土动工。2024年9月26日，张江院区正式启用，与张江科学城上海国际医学园区内各家医院一同聚焦肿瘤领域。